# Liechtensteins kenteken

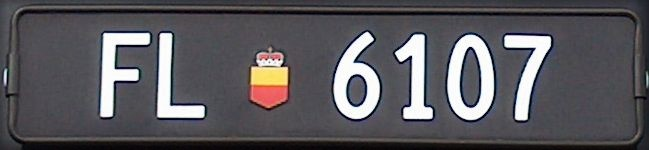
rechthoekige plaat

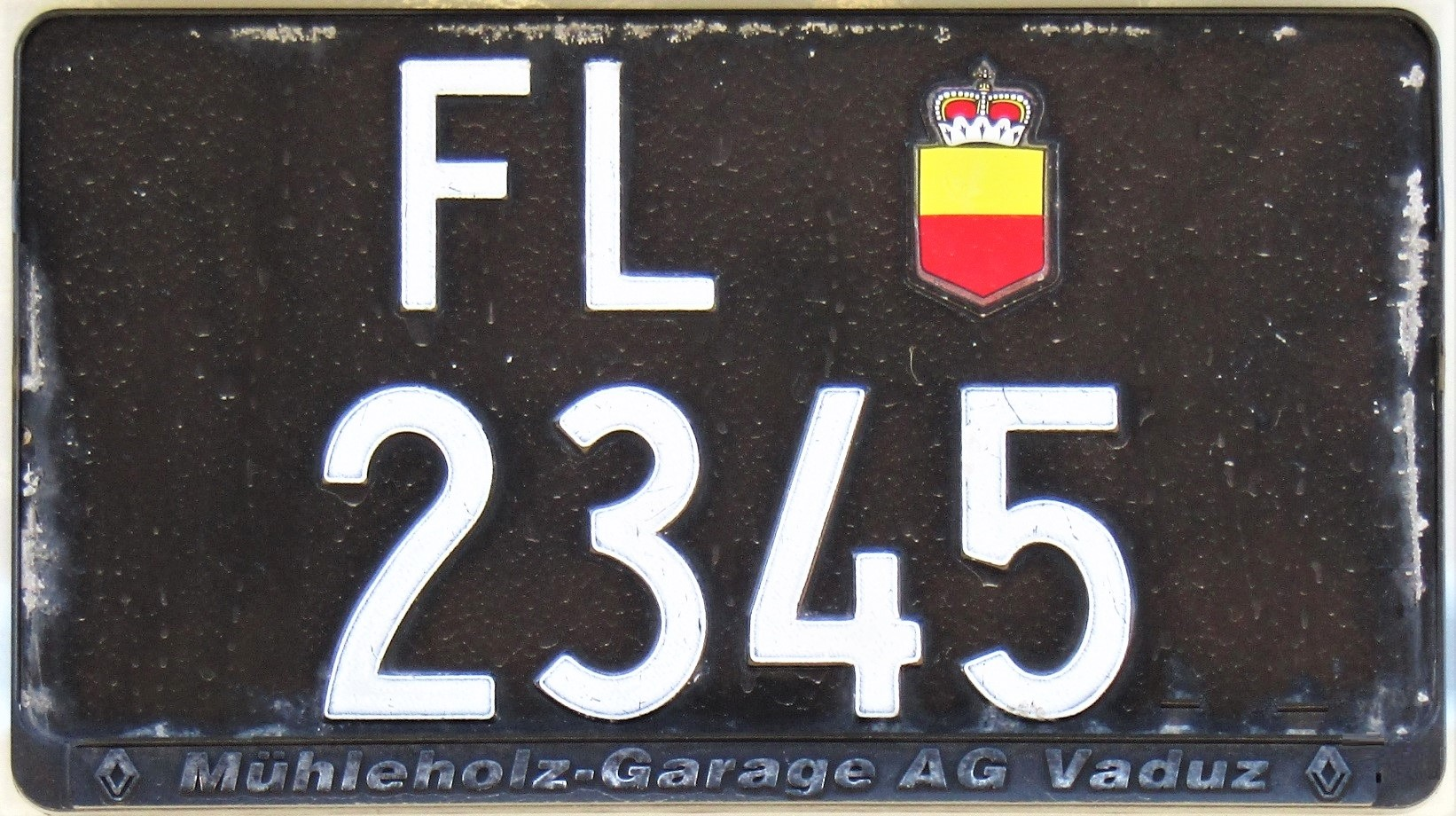
vierkante plaat

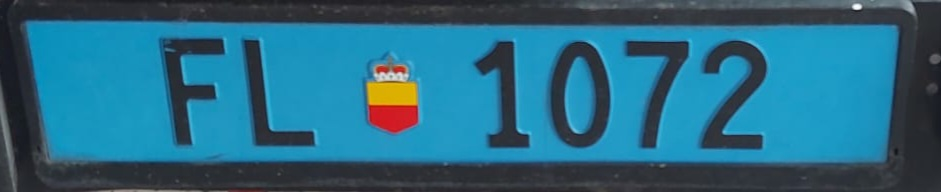
brandweer

Het Liechtensteins kenteken bestaat uit twee letters en vier tot vijf cijfers. De witte letter- en cijfercombinatie staat op een zwarte achtergrond. Tussen de letters en cijfers staat het wapenschild van Liechtenstein. Door de beperkte oppervlakte van het land en het gering aantal inwoners zijn de twee letters die de cijfers voorafgaan altijd FL (Fürstentum Liechtenstein) en zijn er in Liechtenstein ook geen regionale codes. Naar vormgeving komen letters en cijfers overeen met dat van het Zwitsers kenteken.